# Alicia Garza
Alicia Garza, född den 4 januari 1981 i Los Angeles, USA, är en amerikansk medborgarrättsaktivist och författare som är känd för att vara en av grundarna till den internationella Black Lives Matter-rörelsen.
Garzas engagemang för svartas rättigheter ledde till att hon på Facebook 2013 skrev vad hon kallade "ett kärleksbrev till alla svarta människor". Patrisse Cullors, en vän till Garza, delade inlägget med hashtaggen "BlackLivesMatter" och en tredje vän, Opal Tometi, designade hemsidan blacklivesmatter.com samt gruppens plattformar på sociala medier.

## Författarskap
År 2020 kom hon ut med boken "The Purpose of Power" som handlar om rörelsen Black Lives Matter och hur man bygger en livskraftig politisk rörelse. I boken tar hon också upp erfarenheter från sitt eget liv och hur hon själv har märkt av att svartas liv är mindre värda än vitas.
Boken tar sin utgångspunkt i en analys av vad Garza menar är en av USA:s mest framgångsrika politiska rörelser: högerkonservatismen. Hon argumenterar för att högerns framgångar bygger på att de har lyckats bygga nätverk och allianser mellan olika grupper med syftet att behålla sin makt i samhället. Genom att använda samma metoder och att bygga allianser menar Garza att Black Lives Matter och andra rörelser har lättare för att överleva och att få ut sitt budskap.
En av de mest problematiska idéerna med högerns politiska framgångar i USA är enligt Garza idén om framgång som ett personligt ansvar. Den här idén har inneburit att fattiga får höra att deras fattigdom beror på lathet, medan svarta får höra att deras livssituation beror på sina val snarare än strukturell rasism. Hon påvisar dessutom hur ledare för svartas rättigheter har använt samma idéer och berättelser för att själva få tillgång till makt. Till exempel beskriver hon hur Barack Obama undvek att kritisera polisens och rättssystemets roll i Trayvon Martins död i samband med att George Zimmerman friades från åtalet.
Vidare undersöker hon hur Bill Clintons agerande under 90-talet bidrog till det omfattande fängslandet av svarta i USA, inte minst genom en federal lag från 1994. Lagen skärpte straffen avsevärt för ett flertal brott och införde three strikes-lagar som innebär att den tredje gången någon straffas för brott så är straffet betydligt hårdare än de två första gångerna.